# Haas VF-25
Der Haas VF-25 ist der Formel-1-Rennwagen von Haas für die Formel-1-Weltmeisterschaft 2025. Er ist der zehnte Formel-1-Wagen des Teams.
Die Bezeichnung des Wagens ist eine Anspielung auf die VF-1, die erste CNC-Maschine, die Haas Automation produzierte. Obwohl das V dabei für vertical steht, wurde der Name der Maschine firmenintern als Abkürzung für Very First One (deutsch: Allererste) verwendet.

## Technik und Entwicklung
Der VF-25 wurde am 18. Februar zusammen mit allen anderen Wagen der Formel-1-Weltmeisterschaft 2025 live in London präsentiert.
Wie alle Formel-1-Fahrzeuge des Jahres 2025 ist der Haas VF-25 ein hinterradangetriebener Monoposto mit einem Monocoque aus kohlenstofffaserverstärktem Kunststoff (CFK). Außer dem Monocoque bestehen auch viele weitere Teile des Fahrzeugs, darunter die Karosserieteile und das Lenkrad, aus CFK. Auch die Bremsscheiben sind aus einem mit Kohlenstofffasern verstärkten Verbundwerkstoff.
Der Haas VF-25 ist das Nachfolgemodell des Haas VF-24.
Der Haas VF-25 verfügt, wie alle Formel-1-Fahrzeuge seit 2011, über ein Drag Reduction System (DRS), das durch Flachstellen eines Teils des Heckflügels den Luftwiderstand des Fahrzeugs auf den Geraden verringert, wenn es eingesetzt werden darf. Auch das DRS wird mit einem Schalter am Lenkrad des Wagens aktiviert.
Der Haas VF-25 ist mit dem Halo-System ausgestattet, das einen zusätzlichen Schutz für den Kopf des Fahrers bietet.

## Lackierung und Sponsoring
Der Haas VF-25 ist überwiegend in Schwarz lackiert, wobei sich in Anklang zu den Farben des Hauptsponsors MoneyGram am Heckflügel, Frontflügel und Halo ebenfalls rote sowie weiße Akzente finden.
Für den Großen Preis von Kanada, bei dem das Team sein 200. Rennen seit dem Einstieg in den Rennsport vor fast einem Jahrzehnt feiern wird, hat Haas eine Sonderlackierung vorgestellt. Diese soll an die Vergangenheit anknüpfen und dem schwarz-grau-roten Design ähneln, das in der ersten Formel-1-Weltmeisterschaft 2016 verwendet wurde.
Es werben zusätzlich Haas Automation, Play’n Go, Orion180, Toyota Gazoo Racing, Pirelli und Zoomex auf dem Fahrzeug.

## Fahrer
Haas tritt in der Saison 2025 mit den Fahrern Esteban Ocon und Oliver Bearman an. Beide bestreiten ihre erste vollständige Saison für das Team.

## Ergebnisse

### Vereinfachte Darstellung
| Fahrer                          | Nr.                             | 1  | 2   | 3  | 4  | 5  | 6     | 7   | 8  | 9  | 10 | 11 | 12 | 13  | 14 | 15 | 16 | 17 | 18 | 19 | 20 | 21 | 22 | 23 | 24 | Punkte | Rang |
| ------------------------------- | ------------------------------- | -- | --- | -- | -- | -- | ----- | --- | -- | -- | -- | -- | -- | --- | -- | -- | -- | -- | -- | -- | -- | -- | -- | -- | -- | ------ | ---- |
| Formel-1-Weltmeisterschaft 2025 | Formel-1-Weltmeisterschaft 2025 |    |     |    |    |    |       |     |    |    |    |    |    |     |    |    |    |    |    |    |    |    |    |    |    | 35     | 9.   |
| E. Ocon                         | 31                              | 13 | 516 | 18 | 8  | 14 | 12    | DNF | 7  | 16 | 9  | 9  | 13 | 155 |    |    |    |    |    |    |    |    |    |    |    | 35     | 9.   |
| O. Bearman                      | 87                              | 14 | 815 | 10 | 10 | 13 | DNF14 | 17  | 12 | 17 | 11 | 18 | 11 | 117 |    |    |    |    |    |    |    |    |    |    |    | 35     | 9.   |

| Legende  | Legende            | Legende                                                          |
| Farbe    | Abkürzung          | Bedeutung                                                        |
| -------- | ------------------ | ---------------------------------------------------------------- |
| Gold     | –                  | Sieg                                                             |
| Silber   | –                  | 2. Platz                                                         |
| Bronze   | –                  | 3. Platz                                                         |
| Grün     | –                  | Platzierung in den Punkten                                       |
| Blau     | –                  | Klassifiziert außerhalb der Punkteränge                          |
| Violett  | DNF                | Rennen nicht beendet (did not finish)                            |
| Violett  | NC                 | nicht klassifiziert (not classified)                             |
| Rot      | DNQ                | nicht qualifiziert (did not qualify)                             |
| Rot      | DNPQ               | in Vorqualifikation gescheitert (did not pre-qualify)            |
| Schwarz  | DSQ                | disqualifiziert (disqualified)                                   |
| Weiß     | DNS                | nicht am Start (did not start)                                   |
| Weiß     | WD                 | zurückgezogen (withdrawn)                                        |
| Hellblau | PO                 | nur am Training teilgenommen (practiced only)                    |
| Hellblau | TD                 | Freitags-Testfahrer (test driver)                                |
| ohne     | DNP                | nicht am Training teilgenommen (did not practice)                |
| ohne     | INJ                | verletzt oder krank (injured)                                    |
| ohne     | EX                 | ausgeschlossen (excluded)                                        |
| ohne     | DNA                | nicht erschienen (did not arrive)                                |
| ohne     | C                  | Rennen abgesagt (cancelled)                                      |
| ohne     | keine WM-Teilnahme |                                                                  |
| sonstige | P/fett             | Pole-Position                                                    |
| sonstige | 1/2/3/4/5/6/7/8    | Punktplatzierung im Sprint-/Qualifikationsrennen                 |
| sonstige | SR/kursiv          | Schnellste Rennrunde                                             |
| sonstige | *                  | nicht im Ziel, aufgrund der zurückgelegten Distanz aber gewertet |
| sonstige | ()                 | Streichresultate                                                 |
| sonstige | unterstrichen      | Führender in der Gesamtwertung                                   |

### Detaillierte Darstellung inkl. Sprintrennen (SPR) und Hauptrennen (HAU)
| Pos                             | Fahrer     | Nr. | 1   | 2   | 2   | 3   | 4   | 5   | 6   | 6   | 7   | 8  | 9  | 10 | 11 | 12 | 13 | 13 | 14 | 15 | 16 | 17 | 18 | 19 | 19 | 20 | 21 | 21 | 22 | 23 | 23 | 24 | Punkte |
| ------------------------------- | ---------- | --- | --- | --- | --- | --- | --- | --- | --- | --- | --- | -- | -- | -- | -- | -- | -- | -- | -- | -- | -- | -- | -- | -- | -- | -- | -- | -- | -- | -- | -- | -- | ------ |
| Formel-1 Weltmeisterschaft 2025 |            |     |     |     |     |     |     |     |     |     |     |    |    |    |    |    |    |    |    |    |    |    |    |    |    |    |    |    |    |    |    |    |        |
| SPR                             | HAU        | SPR | HAU | SPR | HAU | SPR | HAU | SPR | HAU | SPR | HAU |    |    |    |    |    |    |    |    |    |    |    |    |    |    |    |    |    |    |    |    |    |        |
| 10.                             | E. Ocon    | 31  | 13  | 16  | 5   | 18  | 8   | 14  | 12  | 12  | DNF | 7  | 16 | 9  | 9  | 13 | 5  | 15 |    |    |    |    |    |    |    |    |    |    |    |    |    |    | 27     |
| 18.                             | O. Bearman | 87  | 14  | 15  | 8   | 10  | 10  | 13  | 14  | DNF | 17  | 12 | 17 | 11 | 18 | 11 | 7  | 11 |    |    |    |    |    |    |    |    |    |    |    |    |    |    | 8      |

| Legende  | Legende            | Legende                                                          |
| Farbe    | Abkürzung          | Bedeutung                                                        |
| -------- | ------------------ | ---------------------------------------------------------------- |
| Gold     | –                  | Sieg                                                             |
| Silber   | –                  | 2. Platz                                                         |
| Bronze   | –                  | 3. Platz                                                         |
| Grün     | –                  | Platzierung in den Punkten                                       |
| Blau     | –                  | Klassifiziert außerhalb der Punkteränge                          |
| Violett  | DNF                | Rennen nicht beendet (did not finish)                            |
| Violett  | NC                 | nicht klassifiziert (not classified)                             |
| Rot      | DNQ                | nicht qualifiziert (did not qualify)                             |
| Rot      | DNPQ               | in Vorqualifikation gescheitert (did not pre-qualify)            |
| Schwarz  | DSQ                | disqualifiziert (disqualified)                                   |
| Weiß     | DNS                | nicht am Start (did not start)                                   |
| Weiß     | WD                 | zurückgezogen (withdrawn)                                        |
| Hellblau | PO                 | nur am Training teilgenommen (practiced only)                    |
| Hellblau | TD                 | Freitags-Testfahrer (test driver)                                |
| ohne     | DNP                | nicht am Training teilgenommen (did not practice)                |
| ohne     | INJ                | verletzt oder krank (injured)                                    |
| ohne     | EX                 | ausgeschlossen (excluded)                                        |
| ohne     | DNA                | nicht erschienen (did not arrive)                                |
| ohne     | C                  | Rennen abgesagt (cancelled)                                      |
| ohne     | keine WM-Teilnahme |                                                                  |
| sonstige | P/fett             | Pole-Position                                                    |
| sonstige | 1/2/3/4/5/6/7/8    | Punktplatzierung im Sprint-/Qualifikationsrennen                 |
| sonstige | SR/kursiv          | Schnellste Rennrunde                                             |
| sonstige | *                  | nicht im Ziel, aufgrund der zurückgelegten Distanz aber gewertet |
| sonstige | ()                 | Streichresultate                                                 |
| sonstige | unterstrichen      | Führender in der Gesamtwertung                                   |